# Сюита Двенадцать шагов
Twelve-step Suite (с англ. — «Двенадцатишаговая сюита»), также известная как Twelve-step Saga (с англ. — «Двенадцатишаговая сага») или Alcoholics Anonymous Suite (с англ. — «Сюита анонимных алкоголиков») — сет из пяти песен записанных прогрессив-метал группой Dream Theater. Каждая из представленных песен присутствует по одной на альбоме начиная с Six Degrees of Inner Turbulence по Black Clouds & Silver Linings.
Тексты каждой песни, написаны барабанщиком Майком Портным, пытающимся разобраться в своём алкоголизме. Каждый трек репрезентует главный номер двенадцати шагов. В сюите проходят различные лирические и музыкальные темы. Она была написана группой с намерением в конечном итоге сыграть её вживую как единое целое.

## Предыстория

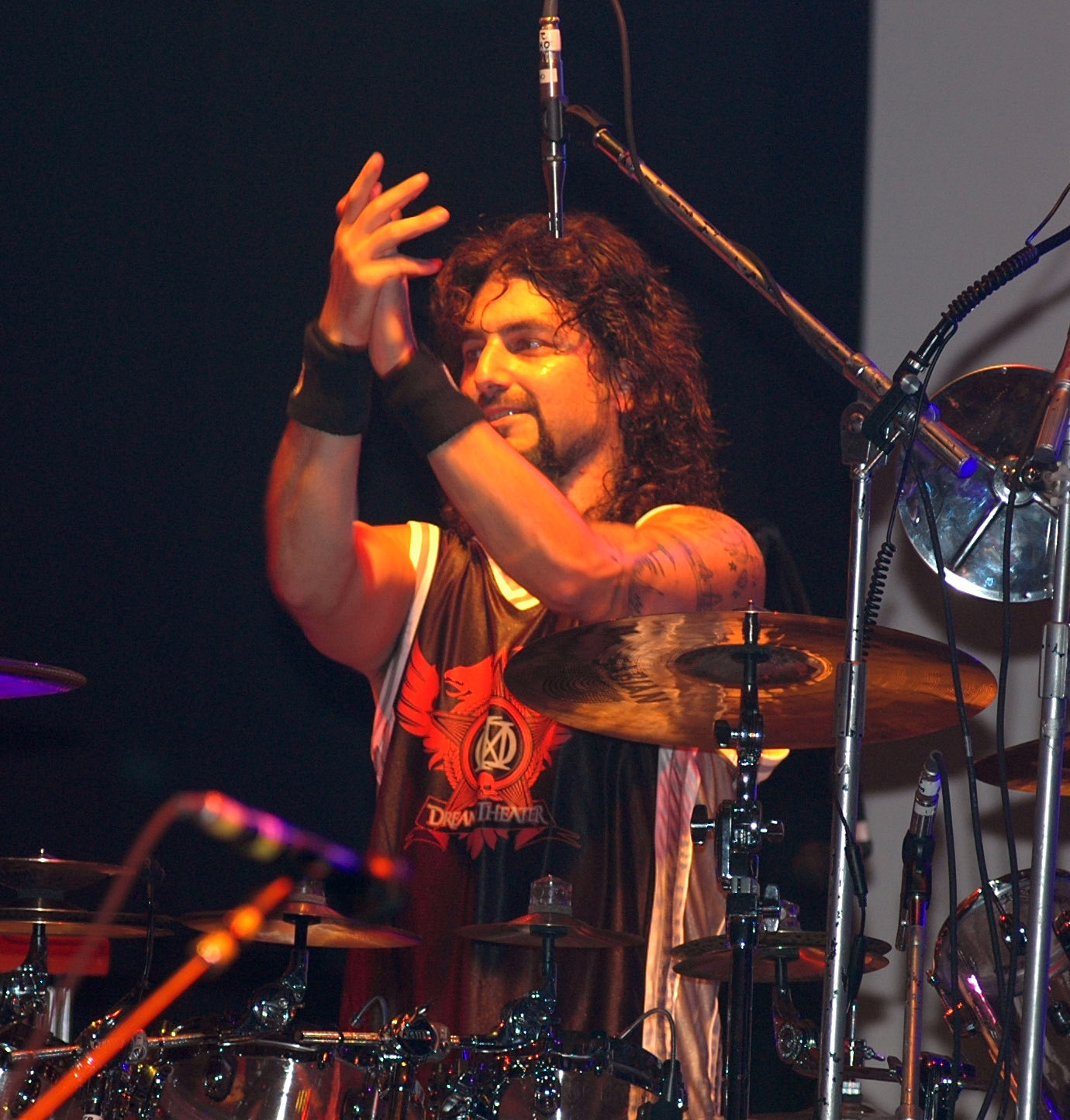
Майк Портной в 2007

После окончания тура Dream Theater в поддержку альбома 1999 года, Metropolis Pt. 2: Scenes from a Memory, барабанщик Майк Портной считал что его алкоголизм и наркомания вышли из под контроля:
В течение стольких лет ... Я «никогда» не позволял моему пьянству и вечеринкам мешать моей игре или работе с группой ... Пятнадцать лет подряд я пил и принимал наркотики каждый божий день. Но это всегда было «по-своему» ответственно и всегда в конце ночи… Шло время, я начинал выпивать перед выходом на бис – Потом Хосе [Баракьо, барабанный техник Портного на тот момент] начал давать мне напитки во время клавишного соло в середине шоу ... Ближе к концу я пил в начале дня, пока играла группа на открытии, и я выходил на сцену уже поддатым.
Портной пережил периоды употребления других наркотиков, включая марихуану, лекарства, отпускаемые по рецепту, и кокаин, хотя он считал алкоголь своим «наркотиком выбора»." Товарищ по группе Джеймс ЛаБри отметил, что Портной «пил как рыба»;« Его пьянство стало источником напряженности в группе. Портной выпил свой последний алкогольный напиток 20 апреля 2000 года (его тридцать третий день рождения) после финального шоу в рамках тура Dream Theater „Scenes from a Memory“. Он нашел программу из двенадцати шагов Анонимных Алкоголиков (которая, по его мнению, „спасла ему жизнь“), и сделал своим приоритетом посещение собраний во время турне.
Борьба Портного с алкоголем ранее была темой „The Mirror“, песни из альбома Dream Theater 1994 года The Mirror. После того, как он бросил пить, Портной решил написать набор треков, описывающих программу из двенадцати шагов, которая охватит несколько альбомов. Он рассматривает Suite как концептуальный альбом, состоящий из пяти релизов. Портной начал с первоначальной лирической идеи для всей Сюиты, но в музыкальном плане группа „подошла к ней свежо“ при написании каждого трека. Сюита планировалась как нечто, что в конечном итоге будет полностью исполнено вживую. Все песни посвящены „Биллу У. и его друзьям“.
Портной описал процесс написания треков как „очень терапевтический“. Однако, закончив сюиту в 2009 году, он подумал, что „закопал [себя] в яму с ней. Это была хорошая идея семь лет назад… Через некоторое время это стало похоже на обязательство, висевшее над моей головой, как домашнее задание“ Он сказал, что „не знал, сделал ли бы [он] это“, если бы знал, насколько большой станет сюита: „Если бы я понял, во что ввязываюсь, пять альбомов назад… .. Думаю, я бы написал одну песню, которая включала бы все двенадцать шагов“.»
Перед уходом из Dream Theater в 2010 году Портной планировал полностью сыграть сюиту «12 Steps» после тура «Black Clouds & Silver Linings». Он намеренно зарезервировал «The Shattered Fortress» для этого тура. Он сказал, что это «разобьет ему сердце», если Dream Theater исполнят сюиту без него. В мае 2014 года во время интервью для «Trunk Nation» Эдди Транка, Портной прокомментировал исход вражды американской хэви-метал-группы Queensrÿche (в результате которой бывший вокалист группы Джефф Тейт сохранил за собой права на альбомы Operation: Mindcrime и Operation: Mindcrime II) и сказал, что хотел бы сделать то же самое со своей сюитой, когда покидает Dream Theater.
Позже Портной во время тура с группой Haken, сыграл всю сюиту целиком.

## Треки

### «The Glass Prison»
«The Glass Prison» содержит первые три части сюиты ("Reflection, " "Restoration, " и «Revelation»). Это первый трек на альбоме 2002 года Six Degrees of Inner Turbulence и длиннейший трек всей сюиты «Twelve-step Suite.» Рич Уилсон (автор официальной биографии Dream Theater, Lifting Shadows) описывает этот трек как «громыхающую массу риффов и шредеров, которые находят Dream Theater в лучшем виде». В выходные перед входом в студию, чтобы начать работу над «Six Degrees of Inner Turbulence», Джон Петруччи и Портной увидели выступление Pantera в Hammerstein Ballroom, Нью Йорке. Это оказало большое влияние на группу. Портной описал этот трек в музыкальном плане как «эта полная встреча Pantera и Megadeth, в безжалостный шар энергии».

### «This Dying Soul»
«This Dying Soul» включает четвертую и пятую части сюиты («Reflections of Reality (Revisited)» и «Release»). Это второй трек из альбома Train of Thought 2003 года. Уилсон описывает этот трек как лирическое и музыкальное продолжение «The Glass Prison.»
Песня также содержит некоторые лирические отсылки к песне группы «The Mirror», в первую очередь вступительные строки: "Hello mirror/so glad to see you my friend/it’s been a while. " Лирика также отсылает к их песне "Regression, которая включает лирику «Hello Victoria, so glad to see you my friend». Кроме того, заголовок первого раздела «Reflections of Reality (Revisited)» ссылается на строку «Reflections of reality are slowly coming into view». Строка «Now it’s time to stare the problem right between the eyes» похожа на строчку из «The Mirror»: «Let’s stare the problem right in the eye». тот же рифф, что и во второй части («Restoration») «The Glass Prison».

### «The Root of All Evil»
«The Root of All Evil» состоит из шестой и седьмой частей сюиты («Ready» и «Remove»). Это вступительный трек на альбоме Octavarium 2005 года и самый короткий трек в сюите. Майк Портной считает его «архетипическим треком Dream Theater, аккуратно смешивающим тяжелые риффы с некоторыми прогрессивными моментами».

### «Repentance»
«Repentance» включает в себя восьмую и девятую части сюиты («Regret» и «Restitution»). Это пятый трек на альбоме 2007 года «Systematic Chaos». К этому моменту Портной был трезв уже семь лет. Портной заявил, что он был намеренно задуман как «немного больше передышки», поскольку предыдущие песни сюиты были «такими агрессивными и напыщенными». Он сказал, что из всех треков на «Systematic Chaos» он особенно гордится «Repentance», потому что это была «угрюмая, мрачная песня, гипнотическая, психоделическая… то, чего мы никогда раньше не делали». Он описал «Restitution» как «пространственное, Pink Floyd ощущение». Джеймс ЛаБри считал, что задача «уметь действительно передать это сообщение, но с должным образом» в «Repentance» была самой сложной частью его представления в «Systematic Chaos»: «Я хотел, чтобы это звучало очень мрачно, очень серьёзно, очень… не холодно, а мрачно, знаете ли.»
Портной охарактеризовал девятую часть сюиты, «Restitution», как «все, что касается возмещения ущерба людям, которым вы причинили вред». При её написании он не хотел писать о своей личной жизни, так как это сделало бы песню «слишком специфичной» для него самого, желая сделать текст более общим. Вместо этого он попросил друзей группы принести устные извинения. Стив Хогарт, Стивен Уилсон, Джон Андерсон, Стив Вай, Джо Сатриани, Микаэль Окерфельдт, Кори Тейлор, Даниэль Гильденлёв, Нил Морс, Дэвид Эллефсон и Крис Джерико принесли извинения, которые вошли в финальный трек. Портной был разочарован тем, что Дэйв Мастейн, Джефф Тейт, Брюс Дикинсон и Джеймс Хэтфилд отклонили его приглашение, но остался доволен окончательным списком участников.

### «The Shattered Fortress»
«The Shattered Fortress» завершает сюиту, состоящую из последних трех частей ("Restraint, " "Receive, " «Responsible»). Это четвёртый трек в «Black Clouds & Silver Linings» 2009 года. Портной считает этот трек «грандиозным финалом» сюиты и «знал, что он действительно будет состоять из всех музыкальных и лирических отсылок из прошлого и соберет их все вместе, чтобы подвести итог». Начиная писать трек, группа прослушала все четыре предыдущих трека сюиты, делая заметки о последовательности частей и мелодиях, которые они хотели воспроизвести.

## Список композиций
Все тексты написаны Майк Портной, вся музыка написана Джон Петруччи, Джон Маянг, Джордан Рудесс, и Майк Портной (кроме "The Root of All Evil" и "Repentance," написанных Dream Theater).
| №                   | Название                                                                       | Original album                  | Длительность |
| ------------------- | ------------------------------------------------------------------------------ | ------------------------------- | ------------ |
| 1.                  | «The Glass Prison" - "I. Reflection" - "II. Restoration" - "III. Revelation»   | Six Degrees of Inner Turbulence | 13:52        |
| 2.                  | «This Dying Soul" - "IV. Reflections of Reality (Revisited)" - "V. Release»    | Train of Thought                | 11:27        |
| 3.                  | «The Root of All Evil" - "VI "Ready" - "VII "Remove»                           | Octavarium                      | 8:25         |
| 4.                  | «Repentance" - "VIII. Regret" - "IX. Restitution»                              | Systematic Chaos                | 10:43        |
| 5.                  | «The Shattered Fortress" - "X. Restraint" - "XI. Receive" - "XII. Responsible» | Black Clouds & Silver Linings   | 12:49        |
| Общая длительность: | Общая длительность:                                                            | Общая длительность:             | 57:16        |

## Состав
Dream Theater
- Джеймс ЛаБри — Вокал
- Джон Маянг — Бас
- Джон Петруччи — Гитара, бэк-вокал, продюсер
- Майк Портной — Барабаны, бэк-вокал, вокал, spoken word on «Repentance» и «The Shattered Fortress», продюсер
- Джордан Рудесс — Клавиши

Гости в «Repentance»
- Кори Тейлор
- Стив Вай
- Крис Джерико
- Дэвид Эллефсон
- Даниэль Гильденлёв
- Стив Хогарт
- Джо Сатриани
- Микаэль Окерфельдт
- Стивен Уилсон
- Джон Андерсон
- Нил Морс

Продакшн
- Дуг Оберкирчер — инженер
- Пол Нортфилд — инженер